# تكوين الريشات

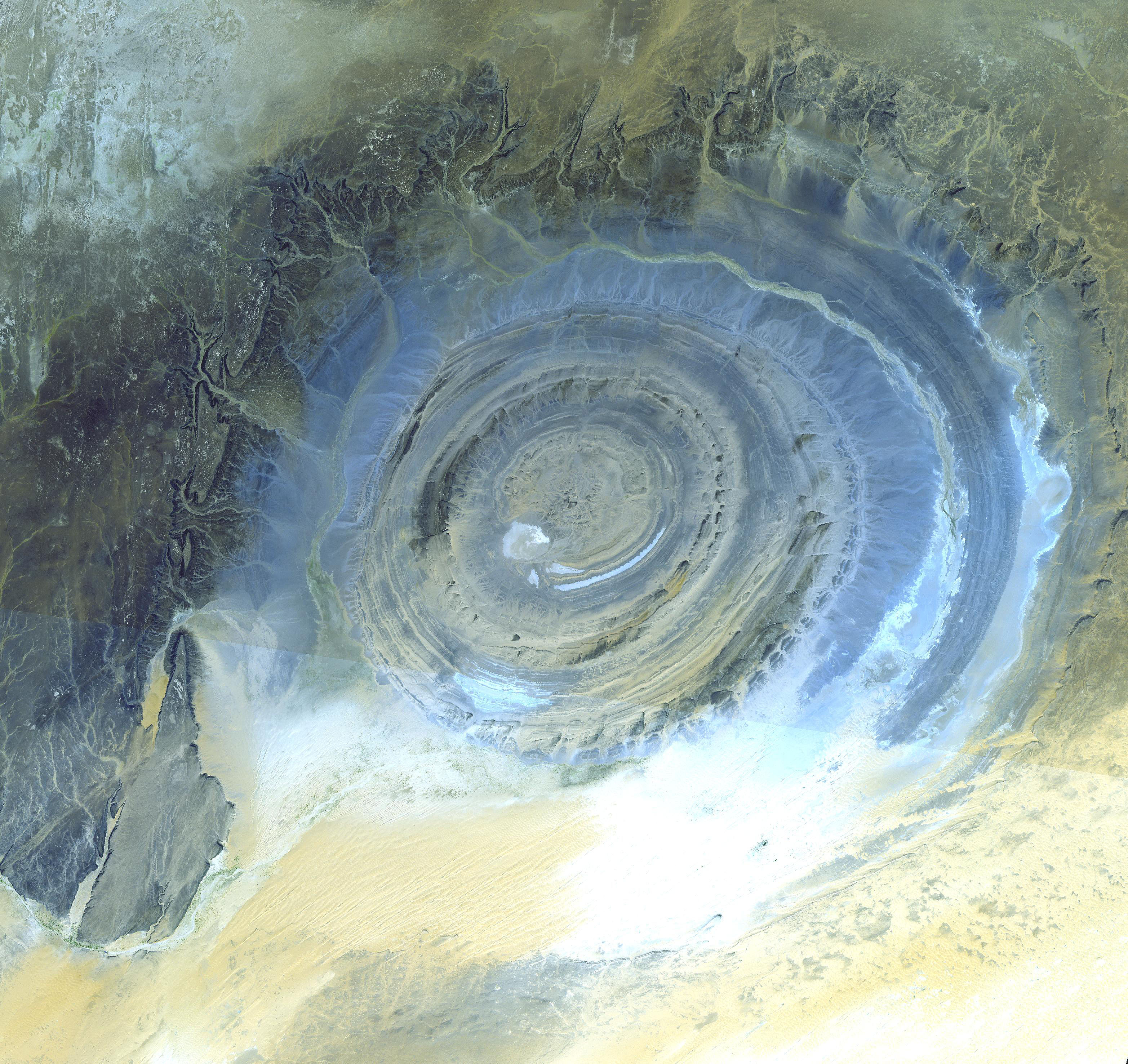
الحفرة كما تظهر من الفضاء

تكوين الريشات أو حفرة الريشات أو قلب الريشات أو عين الصحراء هي معلم جيولوجي دائري بارز في هضبة آدرار بالصحراء الكبرى بالقرب من مدينة وادان الأثرية غرب وسط موريتانيا، يبلغ قطرها تقريبا 35 كيلومتر كان أول من اكتشفه من غير السكان المحليين الباحث الفرنسي تيودور مونو في ثلاثينيات القرن الماضي ومنذ ذلك الحين والبعثات الجيولوجية تتوالى على تلك المنطقة وهناك جدل علمي حول ماهيته فبعض العلماء يقول إنه حفرة ناتجة عن نيزك ضرب تلك المنطقة والبعض يقول إنه بركان خامد قديم.
وقام غويلايوم ماتون من جامعة كبك الكندية بدراستها ضمن رسالته للدكتوراة، فبعد أخذ أكثر من 100 عينة صخرية استنتج انها قبة قد حصلت نتيجة صهارة عظيمة استقرت قبل 90 مليون سنة فرفعت الصخور التي فوقها، ولا زالت الصخور النارية مثل: كاربوناتايت، كابرو وكيمبرلايت على هيئة dyke وPatch تشهد عليها.